# Терми (Салоники)
Терми (греч. Θέρμη) — город в Греции. Административный центр одноимённой общины в периферийной единице Салоники в периферии Центральная Македония. До 15 февраля 1926 года (ΦΕΚ 55Α) назывался Седес (Σέδες). Получил название от древнего города Ферма. Расположен на высоте 65 метров над уровнем моря, к юго-востоку от Салоник. Площадь 55,9 км². Население 16 004 человек по переписи 2011 года.
На южной окраине города расположена авиабаза Седес (ИКАО: LGSD). Военный аэродром был создан в период Балканских войн. 4 сентября 1917 года на аэродроме Седес началось, под французским руководством, обучение новых греческих лётчиков и механиков. Используется Военно-воздушными силами Греции.
26 февраля 1924 года Седес был выделен из сообщества Капудзидес (ныне — Пилея) и создано сообщество Седес. 30 августа 1994 года (ΦΕΚ 135Α) создана община Терми.

## Население
| Год  | Население, человек |
| ---- | ------------------ |
| 1991 | 5265               |
| 2001 | 11 412             |
| 2011 | ↗ 16 004           |